# 遠洋定期船

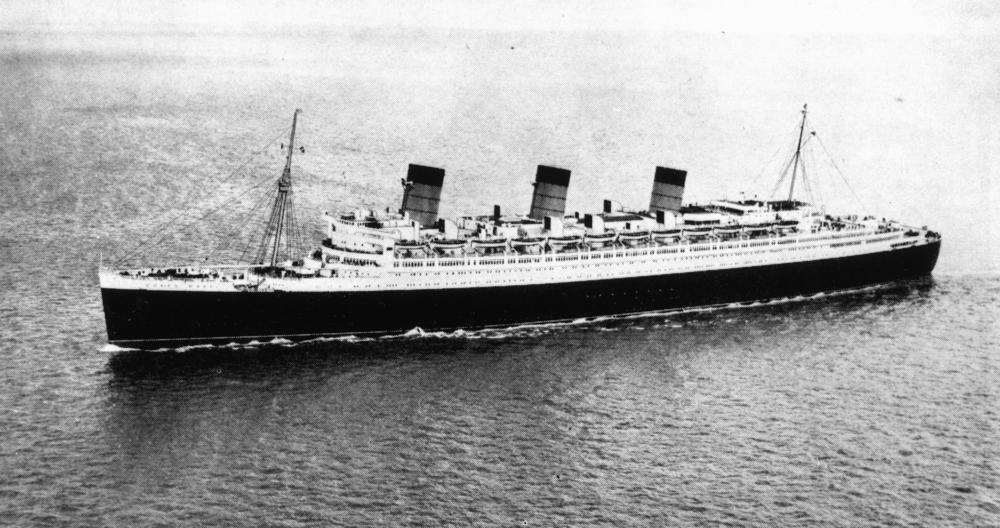
皇家邮船瑪麗皇后號远洋班轮（服役时期照片），现为加利福尼亚长滩的水上博物馆，是少数保存下来的大西洋定期船之一。

远洋定期船（英語：Ocean liner）或称“远洋班轮”，典型代表性船只如泰坦尼克号，其词根为line表示航线，那么ocean liner则指在固定航线上执行定期航班的载客商船。一些班轮在运送旅客的同时也运载货物及邮件，有时也可以派做他用（例如娱乐用游船或战时医疗船等）。
远洋班轮作为一种独立的船只类别出现于19世纪中叶，通常构造坚固，乾舷较高，以应对远洋航行中常见的大浪和恶劣天气。相比游轮，远洋班轮的船体壳板更厚，燃料、淡水和其他补给容量更大，以满足长期航行的需求。随着蒸汽机和钢壳板等技术的进步，远洋班轮的规模和速度不断提升，各国尤其是英国和德国之间掀起了建造远洋班轮的竞争。

## 解释
远洋班轮是指按照固定航线和时间表运行的定期船，只运用于长途海运，其主要目的是运送乘客和货物抵达目的地，因此不包括以下几类船只：
1. 渡轮（ferry）及其他用于短途海运的船只。
2. 游轮（Cruise ship），因为游轮的旅行目的主要是航程本身而非抵达某个目的地。
3. 不定期航运（Tramp Line），即那些仅在有货物需要运送时才出航的船只，即使它们能搭载少量乘客。

一些定期运行的货运船（尤其是集装箱船）也可以称为定期船或班轮，这些船只由轮船公司经营，并按照既定的航线和时刻表运作。这些公司通常自称为“某某航线”（Shipping Line），其运作模式称为“定期航班”（Line Voyage）。

“Liner”一词来源于“Shipping Line”，最初是指经营定期运输的轮船公司及其船只。历史上，这个词也用来指代参与海上炮战列队的战列舰（Ships of the Line），但这一用法如今已经很少见。在现代英语中，“定期船”几乎成为“远洋班轮”的同义词，但仍可包括货运定期船或客货两用定期船。

## 不同叫法

### 中国内地
在中国内地“邮轮”这一名词常被各类主流媒体作为对海上大型客船的统一称呼，但‌“邮轮”并非规范的船舶工程类名词，例如2024年12月1日起执行的《船舶登记种类与船舶检验类型对照表》（由中华人民共和国交通运输部海事局印发）未将“邮轮”列入“客船”的登记种类中‌。爱达邮轮公司旗下的爱达·魔都号在对外宣传时多以“Cruise ship”宣称
上世纪七十年代至本世纪初期内地出版的船舶工程类辞典内也不存在“邮轮”这个名词，直到2010年前后被各类主流媒体泛用。

### 台湾
请自行补充

### 香港
请自行补充

## 名詞誤譯

### 首碼與艦種
英語中本無使用mail ship形容鐵達尼號等同類客船的用法，「郵輪」這一稱呼源自對首碼Royal Mail Ship皇家郵政船的誤譯。 艦種與首碼是兩個不同概念，後者是標識船隻運營資質或動力類型的一類字母縮寫，在軍艦和客船方面均被廣泛使用，例如胡德號戰列廵洋艦（HMS Hood），因为首碼HMS即英國皇家海軍縮寫不直接決定這艘船是否為戰列艦巡洋艦。
| 名称中文 | 胡德号                 | 泰坦尼克号      | 诺曼底号     |
| -------- | ---------------------- | --------------- | ------------ |
| 名称英文 | HMS Hood               | RMS Titanic     | SS normandie |
| 前缀字母 | HMS                    | RMS             | SS           |
| 前缀全称 | Her/His Majesty's Ship | Royal Mail Ship | Steamship    |
| 前缀中文 | 陛下之舰/皇家海军      | 皇家邮政船      | 蒸汽机船     |
| 相互关系 | 军事隶属               | 商业合作        | 表明动力     |
| 舰种英文 | Battlecruiser          | Ocean Liner     | Ocean Liner  |
| 舰种中文 | 战列巡洋舰             | 远洋班轮        | 远洋班轮     |

#### 远洋班轮使用过的其他前缀
舰种与前缀是两个不同概念，因泰坦尼克号的前缀“皇家邮政船”就将同类海上大型客船表述为“邮轮”并不符合舰船命名规律，英语中不存在用"mail ship"形容泰坦尼克号等同类型船只的用法。除RMS之外，与皇家邮政公司合同关系的远洋班轮还使用过RMMV（“皇家邮政内燃机船舶”）和RMMS（“皇家邮政内燃机船”）作为前缀：历史上“RMS”最初只限于蒸汽动力船使用，而“RMMV”和“RMMS”则表示该船使用柴油动力。

### 近代使用情况
在“大成故纸堆”这一收录了从清末至1949年间出版的7000多种报刊，涵盖了13万多期，总计180万篇文章的老旧期刊数据库，通过使用“邮轮”、“客轮”、“游船”等关键词在该数据库中进行检索，结果如下表所示。
| 主题词 | 出现的篇次 | 出版时间                             |
| 邮轮   | 2          | “四海”杂志( 1932) 、华商报( 1941)    |
| 客轮   | 9          | 1873—1948 年                         |
| 班轮   | 107        | 1931—1952 年                         |
| 客船   | 343        | 1878—1933 年                         |
| 汽船   | 806        | 1890—1940 年                         |
| 轮船   | 21300      | 清末至 1949 年以前( 含各类大小船舶） |

综上所述“邮轮”在中国近代并未得到大规模的使用，使用频率最高的是“轮船”。因此部分自媒体流传的“邮轮是一个被约定俗成沿用下来的名词” 等說法并不成立。

### 英漢互譯
在对外宣传中爱达·魔都号英文被称为"Cruise Ship" 
游轮是一种客船，通常从一个港口出发，随机访问几个港口，最终到达出发的港口。 
而泰坦尼克号则被归纳为"Ocean Liner",中文：远洋班轮
远洋班轮是一种从a地到B地的客船，它主要用于运输，主要穿越大洋。
| cruise：n.巡游，乘船游览；v.乘船游览；以平稳的速度行驶；缓慢巡行，兜风                   |
| ship：n.（大）船，舰；三（或多）桅帆船；v.（用船、飞机、卡车）运送，运输；遣送（某人）； |
| ocean：n.<美>海洋，大海（the ocean）；（五大洋之一的）洋；                               |
| line：n.线，线条；（运动场地的）场界，场地线；皱纹，褶子；分界线，边界线；               |
| 均无法从字面翻译出邮政："mail""postal service""dawk"                                     |

## 历史发展
在19世纪中叶到20世纪50年代的一个多世纪里，远洋班轮是洲际旅行的主要方式，直到被远程航班取代。除了运载乘客，班轮还负责运输邮件和货物，特别是黄金等高价值货物。与英国皇家邮政签约运送邮件的船只被冠以“皇家邮船”（RMS）的称号，但并非所有邮政船都是横渡大洋的客船，例如圣赫勒拿号货轮也被冠以该称号。

北大西洋航线是远洋班轮最繁忙的航线，使用的是最快、最大、最先进的班轮。尽管当代人通常将远洋班轮与类似泰坦尼克号的超级巨轮联系在一起，历史上大多数远洋班轮是中型船，主要负责普通乘客和货物运输。在喷气式飞机普及前，这些班轮服务于欧洲与殖民地、保护国，以及亚洲、非洲、南美洲的航线，同时也承担从欧洲前往北美洲的移民运输（19世纪至20世纪20年代）和二战后加拿大、澳大利亚的移民任务。

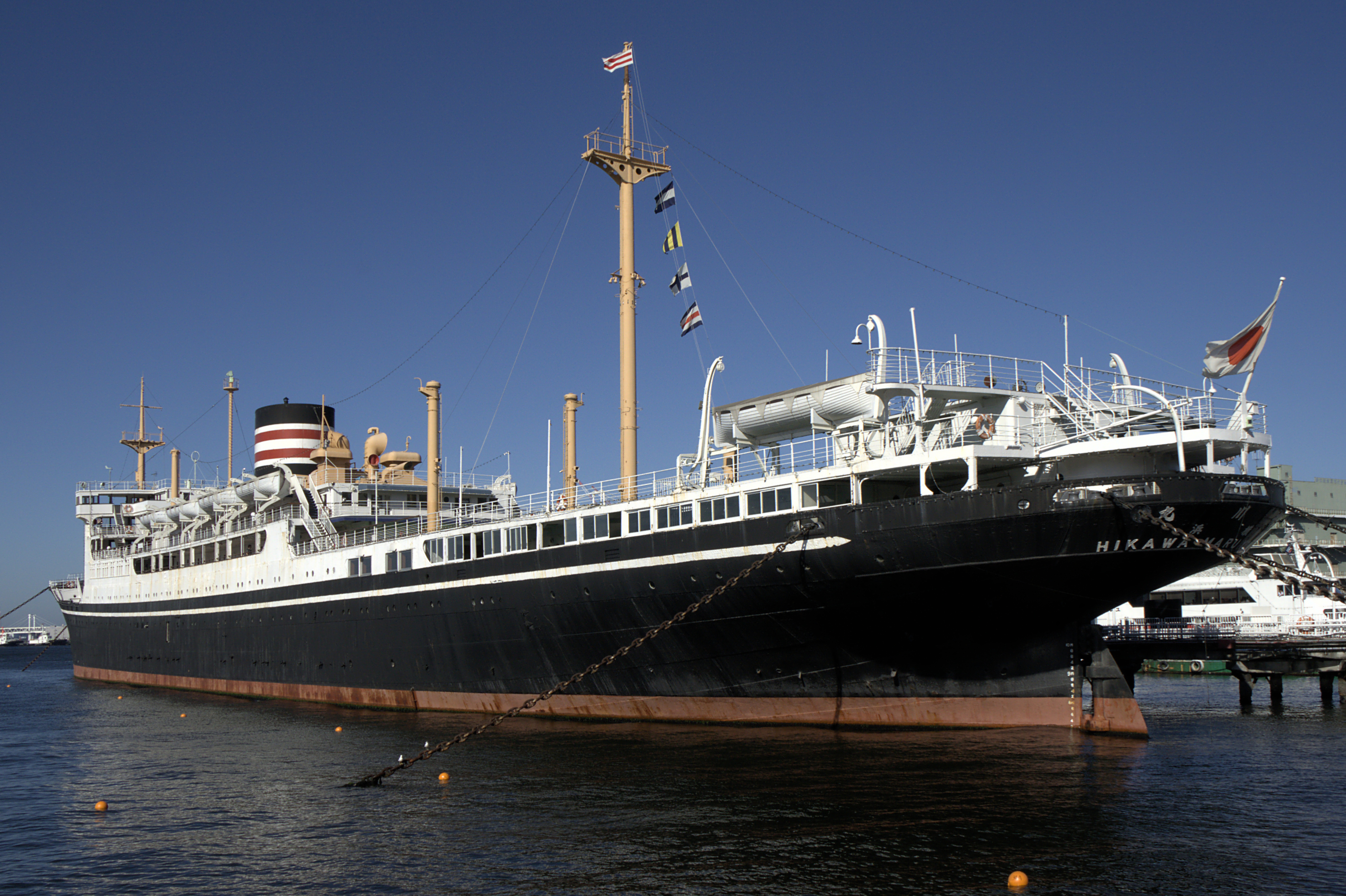
保存在日本的冰川丸。虽然公众意识中“远洋班轮”所联系的是北大西洋航线上的超级巨轮，实际上大多数远洋班轮是像冰川丸一样担当普通客货运功能的中型船。

二战后，随着长途飞机的发展，远洋班轮逐渐被淘汰。汽车和火车技术的进步也加速了定期船的衰退。许多远洋班轮被改造为游轮以维持盈利，例如伊丽莎白皇后二号和法兰西号。然而，较老的班轮因油耗高、吃水深、不适合浅水港口，以及客舱设计更注重载客量而非舒适性等原因，不适合作为游轮使用。例如，意大利轮船公司的米开朗琪罗号和拉斐罗号便因无法经济地改装为游轮而服役时间短暂。

进入21世纪，只有少数远洋班轮得以保存，有些被改为近海游船（如挪威号），有些成为博物馆（如玛丽皇后号远洋班轮），还有一些长期停泊在港口（如合众国号）。2008年伊丽莎白皇后二号退役后，唯一仍在运营的远洋班轮是2003-2004年建造的玛丽皇后2号，负责点对点航行和旅游巡航。

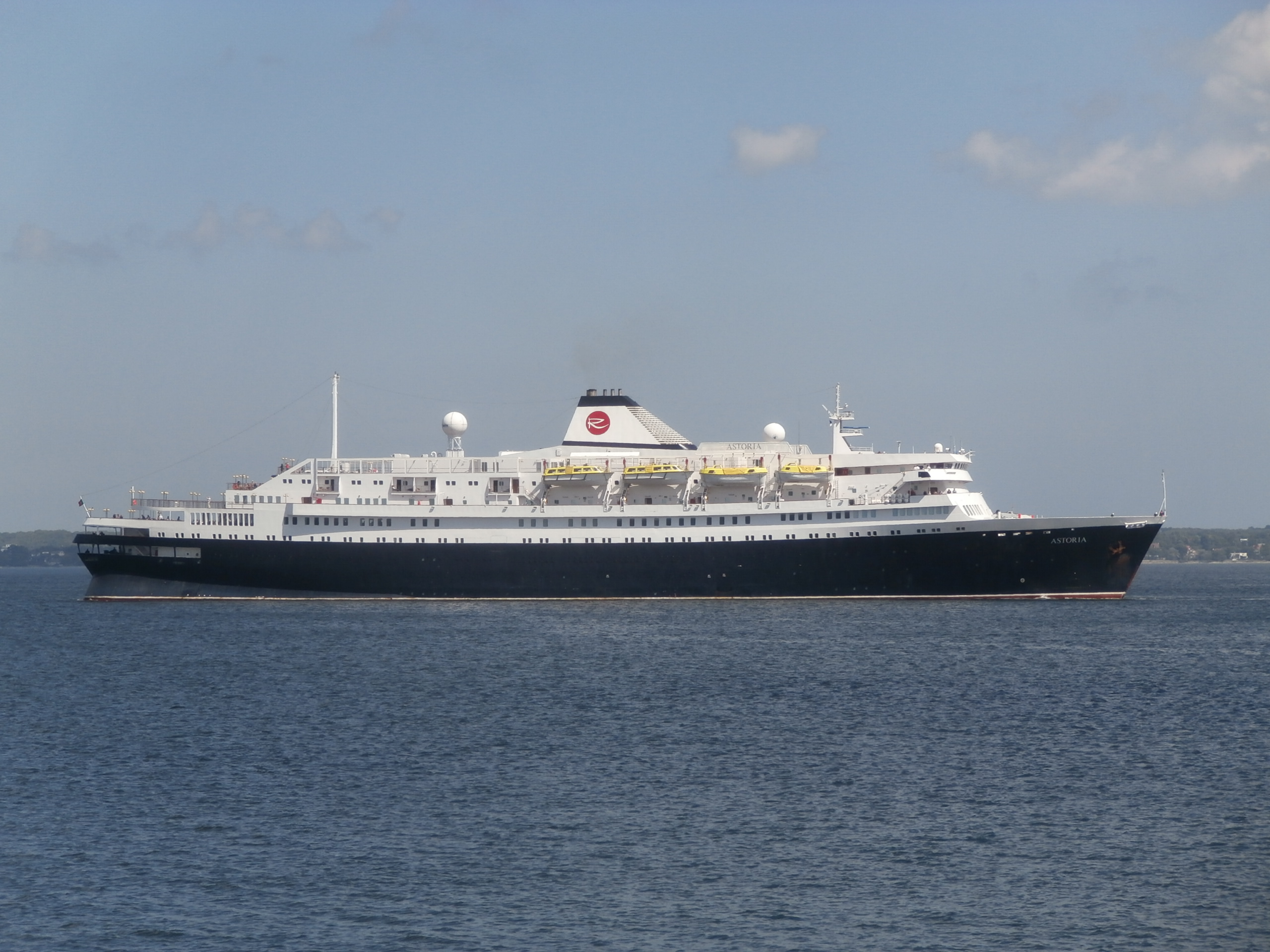
2016年，内燃机船亚士多利亚号（原斯德哥尔摩号）作为游船运营。其外型大多保留原样，包括舷弧。

## 现存船只
二次世界大战之前建造的远洋班轮有四艘保留至今，作为博物馆或水上旅馆使用。日本的远洋货客船冰川丸自1961年以来作为博物馆船横滨市山下公园。玛丽皇后号远洋班轮在1967年退役后得到保存，是現存排水量最大的蒸汽機船，现在在加利福尼亚长滩作为博物馆船兼水上旅馆使用。70年代，蒸汽机船大不列颠号也作为博物馆船得到保存，现存于英国布里斯托。保存下来的战前远洋轮船中最大的内燃机船多洛斯号，在印度尼西亚民丹岛干泊并作为旅馆使用。
二战之后建造的远洋定期船中保存的有蒸汽机船合众国号（1952年建造，1996年起停泊在费城），蒸汽机船鹿特丹号（1958年建造，2008年起停泊在鹿特丹作为博物馆和旅馆使用），
两艘原远洋班轮现在仍然作为游船使用：内燃机船马可波罗号（1965年由蘇聯建造，原亚历山大·普希）一直服役至2020年新冠疫情爆發，並在閒置一年後於印度的阿蘭拆解； 内燃机船亚士多利亚号（1948年造，原斯德哥尔摩号），其以1956年与義大利班轮安德里亚·多利亚号碰撞事故著名。

## 传言与误解

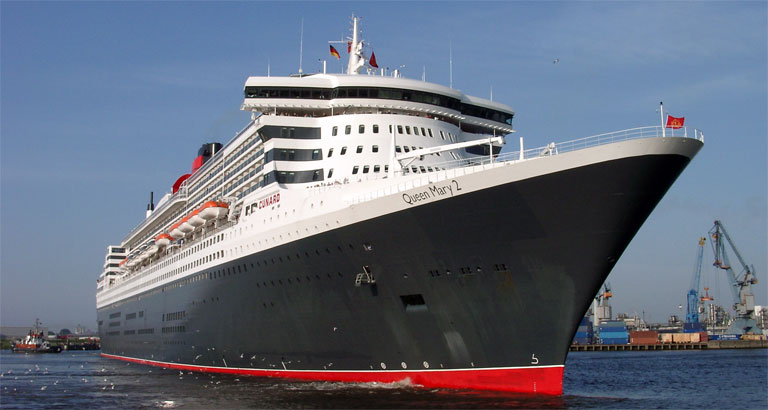
玛丽皇后2号游轮（2003年建造）

曾有传言丘纳德航运公司旗下的玛丽皇后二号是唯一一艘执行定期跨洋航线并拥有正式“RMS”冠名的远洋班轮，但据该公司官网资料显示，这艘船并没有被冠以“RMS”这一前缀，且自身定位是“cruise ship "而非“ocean liner”。按照丘纳德公司的传统该船每年都定期进行跨大西洋穿越如连接南安普顿和纽约的航线，但她的主要运营模式是沿海度假旅游。跨大西洋航线更多的是作为品牌特色和历史延续的一部分，而非盈利的主要来源，因此并不能看作一艘真正意义上的远洋班轮，实际的重点还是在于提供豪华的度假旅行体验。此外，1969年下水的伊丽莎白皇后二号Queen Elizabeth 2自身定位也是“cruise ship "，并非所传的“ocean liner”。2018年起停泊在迪拜的米纳拉什德作为旅馆和博物馆使用。
曾经驰骋海洋的远洋班轮，现已彻底淘汰于历史的长河